# Prodromus Monographiae Scitaminearum
Prodromus Monographiae Scitaminearum (abreviado Prodr. Monogr. Scitam.) es un libro con ilustraciones y descripciones botánicas que fue escrito por el botánico, micólogo y pteridólogo ruso Paul Fedorowitsch Horaninow (1796-1865).
Se especializó en las pteridófitas, en la Micología y en las espermatófitas. Publica Prodromus Monographiae Scitaminarum en 1862, con el nombre de Prodromus Monographiae Scitaminearum Additis Nonnullis de Phytographia, de Monocotyleis et Orchideis. Petropoli [St. Petersburg].